# Jimmy Nicholl
James Michael Nicholl (28 de desembre de 1956) és un exfutbolista nord-irlandès de la dècada de 1980, nascut al Canadà.
Fou 73 cops internacional amb la selecció d'Irlanda del Nord amb la que participà en la Copa del Món de futbol de 1982 i a la de 1986.
Pel que fa a clubs, defensà els colors de Manchester United i Rangers.
Posteriorment fou entrenador a clubs com Raith Rovers, o Cowdenbeath.

## Palmarès
Jugador
Manchester United
- FA Cup: 1976-77

Rangers
- Scottish League Cup: 1983-84, 1986-87, 1987-88
- Scottish Premier Division: 1986-87, 1988-89

Entrenador
Raith Rovers
- Fife Cup (7): 1990-91, 1992-93, 1993-94, 1994-95, 1997-98, 1998-99
- Scottish League Cup: 1994-95
- Scottish First Division (second tier): 1992-93, 1994-95

Cowdenbeath
- Fife Cup: 2013-14
- Scottish Championship play-offs: 2013-14